# فتومونتاژ

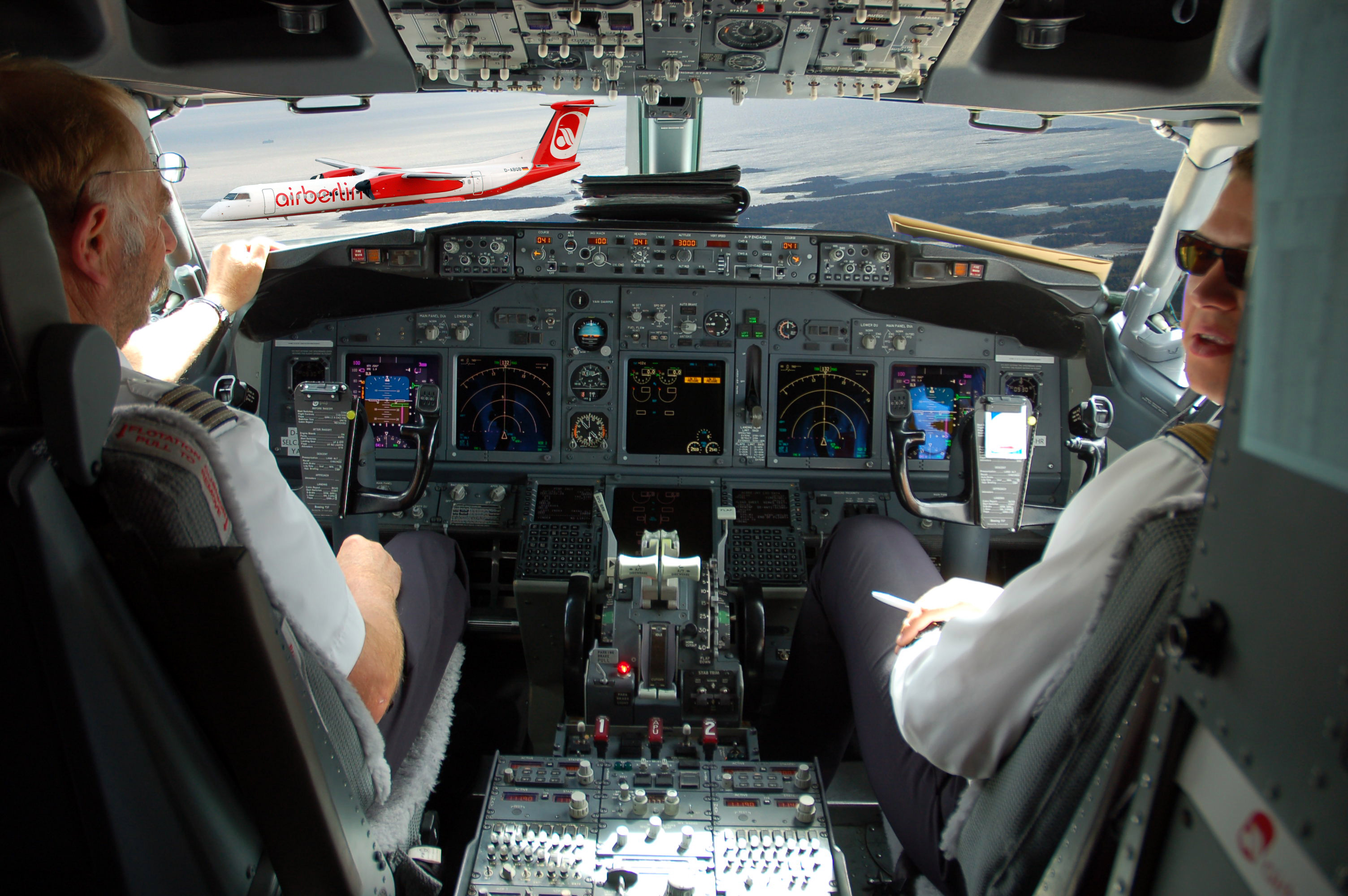

فتومونتاژ (به فرانسوی: photomontage) نوعی تکه چسبانی با عکس است. گاه، عکس‌های مختلف را چنان دقیق به هم مربوط می‌کنند که گویی عکسی به‌طور عادی با دوربین گرفته شده است.
گاهی از عکس ترکیبی نیز عکاسی می‌شود تا عکس نهایی یکدستی حاصل آید. تکنیک مشابهی نیز در نرم‌افزارهای ویرایش عکس بکارگرفته می‌شود.

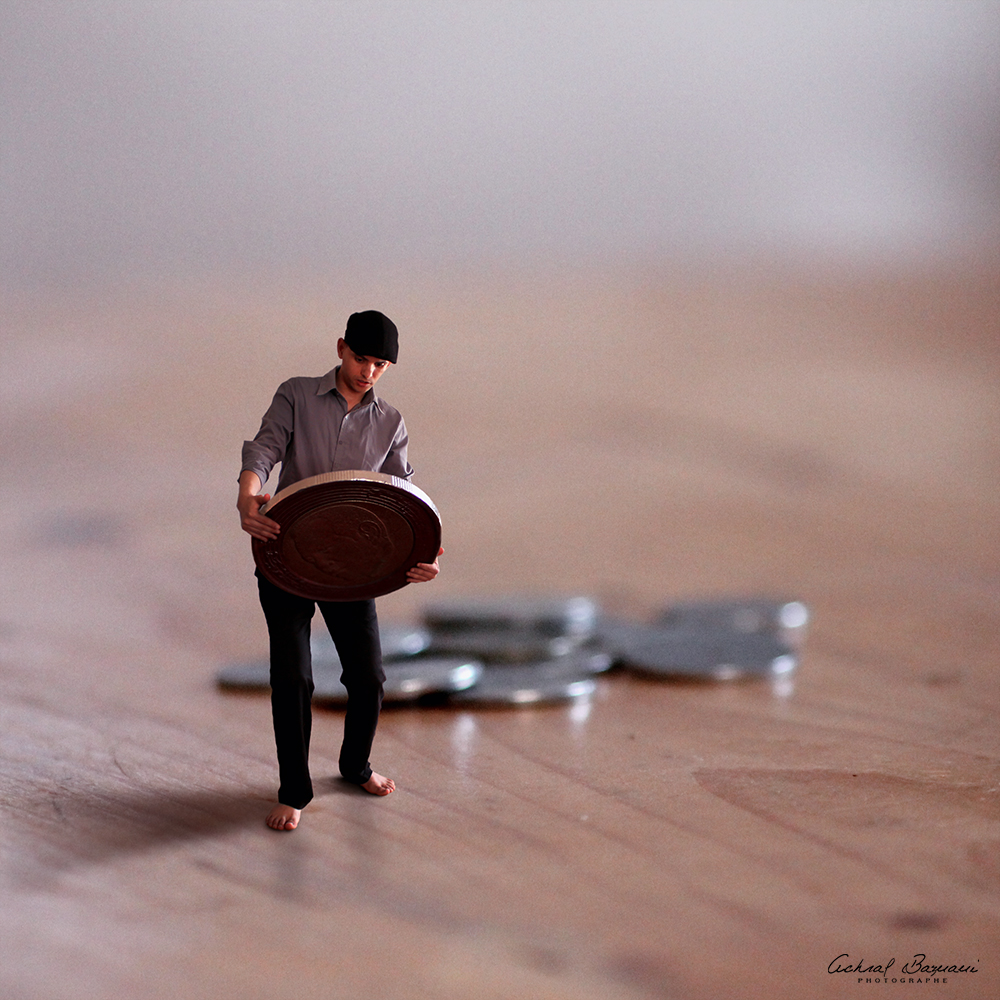

طی قرن بیستم، فتومونتاژ نقش مهمی در هنرهای زیبا و هنرهای تجاری بر عهده داشت. ترکیب برش تصاویر و کنار هم گذاشتن آنها، در مدت زمان کمی که از اختراع عکاسی می‌گذشت، در ۱۸۳۰م. می‌توانست به دست یک گرافیست حرفه‌ای یا آماتور انجام شود.
اما قرن گذشته با کنار هم نهادن خلاقانه تصاویر، اهمیت عکس‌های تکه‌تکه شده را نشان داد، که به استفاده عمودی این تکنیک منجر شد. برای مثال: در جنگ جهانی اول سربازان با کنار هم قرار دادن تصاویر برای خانواده‌هایشان کارت‌های یادگاری درست می‌کردند.
پیامدهای فتومونتاژ در آغاز قرن بیستم به سرعت از تجربه‌های هنری اولیه به گرافیک متداول ارتباطی، گسترش یافت. البته در ابتدا همچون فعالیت‌های آوانگارد، مورد اعتراض قرار گرفت. در این باره از سوی رائول هاوسمان، هنرمند دادائیست، توضیحاتی داده شد. او در بیانیه دادا نوشت: «من نیز به نامی برای این تکنیک نیاز داشتم و به همراه گئورگه گروتس، جان هارتفیلد، یوهانس بادر و هانا هش، بر آن شدیم که این فن را فتومونتاژ بنامیم. این اصطلاح، تنفر ما را از ایفای نقش هنرمند خود را شکل یک مهندس تصور کردن، بیان می‌کرد؛ بنابراین ما خواستار کارکرد کلی بودیم. ما می‌خواستیم بسازیم، می‌خواستیم ساختار اصلی کارمان را گرد آوریم.» (برگردان داون ادس از کتاب «فتومونتاژ»، انتشارات تیمس و هادسن، لندن، ۱۹۷۶م)
ابداع فتومونتاژ به صورتی که پیش از این توصیف شد، حاکی از دگرگونی بنیادین در تفکرات بود، که این دگرگونی ریشه‌ای سنتی داشت. چنانچه در نظر داشته باشیم که هاوسمان این مطالب را در دوران جنگ جهانی اول نوشته است، اهمیت آن چند برابر می‌شود. در توصیف او، فتومونتاژ ضمیمه‌ای بر کلاژ است که کنار هم چسباندن تصاویر عادی برای به وجود آوردن یک واقعیت مصور می‌باشد، همان گونه که پیکاسو، براک و دیگر هنرمندان کوبیسم پیش از ۱۹۱۴م. آن را تجربه کردند.
در سال ۱۹۱۸م. زمانی که بنیان اروپا پس از جنگ ار هم گسیخه بود، هنرمندان زیادی طرفدار انقلاب هنری و سیاسی بودند و می‌خواستند خو را با طبقه کارگر هم ردیف کنند. در این شرایط فتومونتاژ که با ماشینی شدن تصاویر ایجاد شد، به عنوان راهی که صنعت را وارد دنیای هنر می‌نمود، شایسته‌تر از کلاژ شمرده شد. در ابتدا با عنوان پوچ کردن تصاویر رد شد، در حالی که فتومونتاژهای زیادی به سبک دادائیسم برای ایجاد تأثیری جدی در برخورد با جنگ خلق شدند.
بی عدالتی، آشوب عمومی، فمینیسم و دگرگونی سیاسی موضوع‌هایی بودند که در آثار هانا هش مورد توجه قرار گرفتند. این هنرمند مانند هاوسمان با فالیت دادا در برلین مطرح شد.
پس از دوره نخستین تجربیات دادائیسم، فتومونتاژ برای ساخت تصاویر روشنفکرانه به منظوره نشان دادن آرمانگرایی اجتماعی به کار رفت. به ویژه در انقلاب اتحاد شوروی سابق، برای دوری از زبان هنری گذشته که در گمان آن‌ها در کنش با روسیه تزاری آلوده شده بود، طراحان اتحاد، مانند گوستاو کلوتسیس، ال لیسیتزکی و الکساندر رادچنکو به فتومونتاژ روی آوردند.

## ادوبی فتوشاپ و فتومونتاژ
ادوبی فتوشاپ یکی از نرم‌افزارهای پیشرو در زمینه ویرایش تصویر و طراحی گرافیک است و به‌ویژه در هنر فتومونتاژ جایگاهی برجسته دارد. در واقع، می‌توان گفت که یکی از اهداف اصلی توسعهٔ فتوشاپ، فراهم‌کردن ابزارهای لازم برای ساخت و ویرایش تصاویر ترکیبی یا همان فتومونتاژ بوده است. این نرم‌افزار با امکانات گسترده و دقت بالایی که در بازسازی عناصر بصری ارائه می‌دهد، به کاربران امکان می‌دهد تصاویری بسازند که تشخیص مرز میان واقعیت و تصویرسازی در آن‌ها دشوار باشد.
از دیدگاه فنی، فتوشاپ قابلیت‌های متعددی برای تنظیم نور و روشنایی دارد که در فرایند فتومونتاژ نقشی اساسی ایفا می‌کنند. در این زمینه، سه عنصر کلیدی نور در تصویر عبارت‌اند از:
- سایه (Shadow): بخشی از تصویر که کمترین میزان نور را دریافت می‌کند. هماهنگی سایه‌ها میان عناصر مختلف تصویر، برای ایجاد جلوه‌ای طبیعی و واقعی اهمیت فراوانی دارد. برای نمونه، اگر در تصویری از یک آشپزخانه، شیئی مانند چاقو یا ظرفی افزوده شود اما فاقد سایه مناسب باشد، تصویر نهایی غیرواقعی و مصنوعی به‌نظر خواهد رسید. همچنین، جهت و شدت نور (مانند نوری که از یک منبع روشنایی مانند لامپ ساطع می‌شود) باید بر تمام اجزای تصویر اعمال شود.
- نیمه‌روشن (Midtone): محدوده‌ای از نورپردازی که میان روشنایی کامل و تاریکی مطلق قرار دارد. این بخش عمدتاً رنگ‌های خاکستری را شامل می‌شود و حجم زیادی از فضای بصری تصویر را در بر می‌گیرد.
- پرنور (Highlight): نواحی با بیشترین میزان نور در تصویر را شامل می‌شود. استفادهٔ صحیح از این بخش در بازنمایی منابع نور طبیعی یا مصنوعی اهمیت دارد. بااین‌حال، در استفاده از نور شدید باید احتیاط کرد، چرا که حضور نواحی کاملاً سفید (نور ۱۰۰٪) می‌تواند منجر به «سوختگی» تصویر شود؛ پدیده‌ای که در آن جزئیات درخشان به‌طور کامل از بین می‌رود.